# WTA Amsterdam
Das WTA Amsterdam (offiziell: Dutch International Open) ist ein ehemaliges Damen-Tennisturnier der WTA Tour, das in der Stadt Amsterdam, Niederlande, ausgetragen wurde.

## Siegerliste

### Einzel
| Jahr | Siegerin        | Finalgegnerin   | Ergebnis      |
| ---- | --------------- | --------------- | ------------- |
| 1980 | Hana Mandlíková | Virginia Ruzici | 5:7, 6.2, 7:5 |

### Doppel
| Jahr | Siegerinnen                 | Finalgegnerinnen             | Ergebnis |
| ---- | --------------------------- | ---------------------------- | -------- |
| 1980 | Hana Mandlíková Betty Stöve | Mima Jaušovec JoAnne Russell | 7:6, 7:6 |